# Stenografija
Stenografija ali tesnopis je pisava, ki nam omogoča mnogo hitrejše pisanje kakor navadna pisava. To dosega s pomočjo krajših znakov, ki so samo del naše običajne pisave. Ker rabi pri tem veliko manj prostora, so jo poimenovali stenografija ali tesnopis. S to češko tujko jo poimenujemo še danes.
Cilj stenografije ni to, da bi z njo na tesno veliko napisali, ampak je njen cilj hitrost zapisovanja, zato bi jo v slovenščini bolj upravičeno imenovali »hitropis« oz. »tahigrafija«, kot ji na primer pravijo Španci. Hitrost pisanja se doseže s pomočjo krajšanja oz. s posebnimi stenografskimi znaki, ki so mnogo krajši od črk navadne pisave, kot tudi s simboličnim označevanjem samoglasnikov ter z opuščanjem nepotrebnih besednih delov (zlasti obrazil in kratic), tako da bi jo lahko imenovali tudi »kratkopis« ali »brahigrafija«, kakor jo na primer imenujejo Nemci (Kurzschrift).
Najvišja stopnja stenografije, kjer izpuščamo tudi nebistvene besede, ki so sestavljene iz logičnih besednih zvez drugih besed, je logično krajšanje.
- 4. tradicionalno tekmovanje v stenografiji in strojepisju v Mariboru, 1958